# Quarkspeise

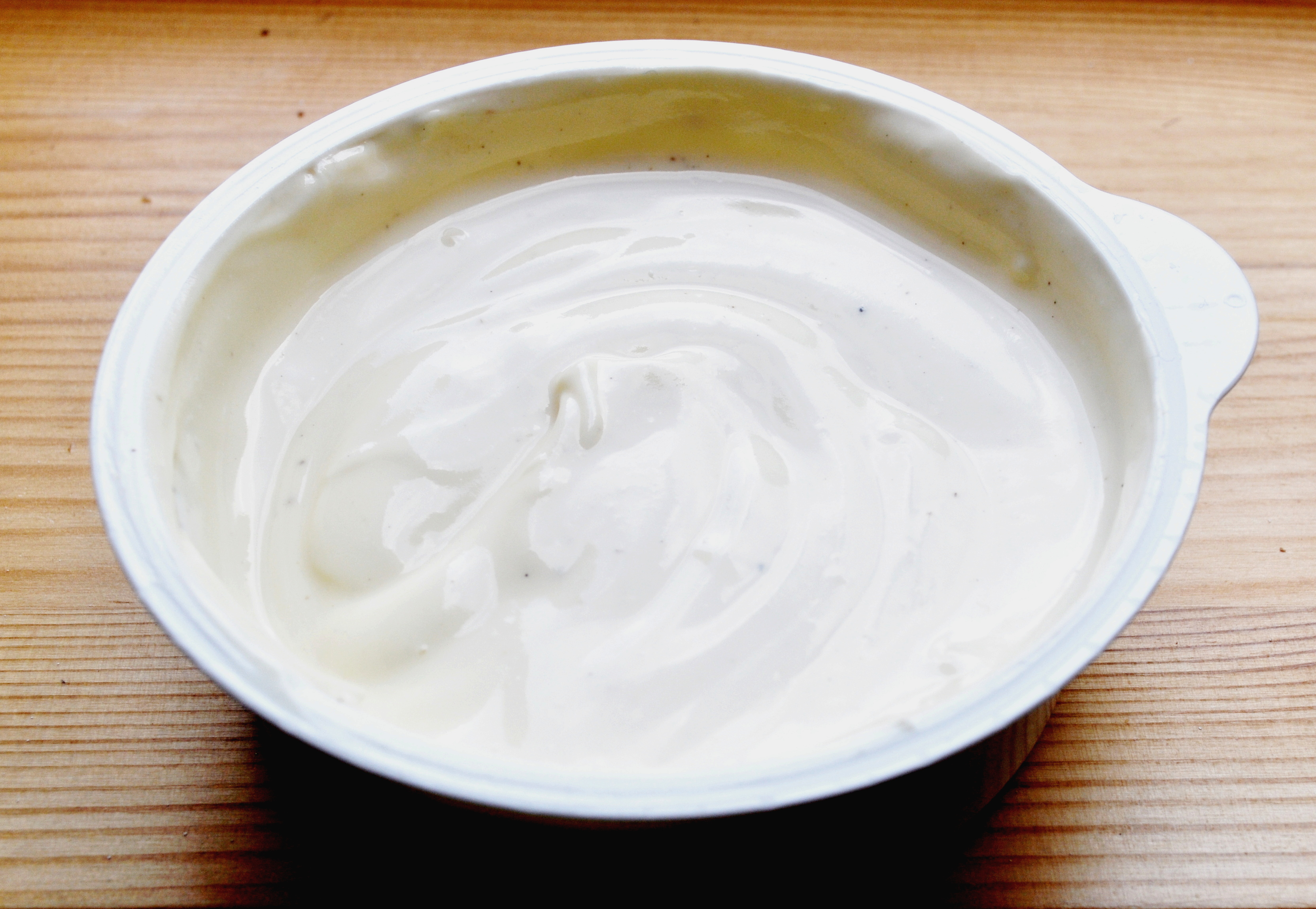
Quark-Creme Vanille

Quarkspeise ist ein Dessert, das in der Regel aus Quark sowie Zutaten der Geschmacksrichtungen süß oder sauer hergestellt wird.
Es gibt für die Zubereitung kein Standardrezept. Häufig reicht eine Vermengung von Quark und Obst. Zugegeben werden auch Zucker, Vanillesirup, Zitronensaft, Mineralwasser, Milch, Joghurt, Sahne und Gelatine. Beliebt sind auch die Varianten mit Müsli, mit Kräutern, mit Konfitüre oder mit Keksen. Quark auf Vorrat sollte immer gekühlt und verschlossen sein. Unverschlossen hält Quark nur 2–3 Tage.